# Fuoco incrociato (film 1989)
Fuoco incrociato (Rapid Fire) è un film del 1989 diretto da David A. Prior.

## Trama
Il mercenario ed ex agente speciale degli Stati Uniti Eddy Williams si intrufola a bordo di una corazzata, travestito da ufficiale della marina militare degli Stati Uniti, dove è detenuto un terrorista internazionale: Mustapha Amed. Armato di una mitragliatrice, Williams libera Amed, uccide molti soldati e membri dell'equipaggio e fugge con il terrorista. Mike Thompson, un ex agente governativo, deve aiutare il governo a rintracciare e ritrovare Williams e Amed, prima che pianifichino un grande attacco terroristico. Thompson cerca l'assistenza di un suo amico mercenario di nome Pappy, per aiutarlo a trovare Williams mentre una seducente agente donna, di nome Corey Parker, viene incaricata di tenere d'occhio Thompson e i suoi movimenti. Williams e Thompson covano rancore l'uno per l'altro, perché quando prestava servizio in Vietnam, Williams tentò di uccidere Thompson durante uno scontro a fuoco e lo credette morto, ma quando Williams scopre che Thompson è ancora vivo e che lo sta inseguendo, decide di usare Corey come ostaggio per convincere Thompson ad avvicinarsi a lui per una resa dei conti.
Williams fa rapire Corey dai suoi uomini e offre a Thompson di rinunciare alla sua vita per risparmiare Corey. Dopo essersi allontanati da Hansen e i suoi, Thompson e Pappy salvano Corey e costringono uno degli scagnozzi nemici a rivelare la posizione del nascondiglio di Williams. Thompson, Pappy e Corey lanciano un attacco climatico contro il complesso di Williams dove nello scontro a fuoco, tutti gli uomini di William vengono uccisi. Corey affronta e uccide Amed mentre sta cercando di fuggire. Williams si arma di mitragliatrice e scambia dei colpi d'arma da fuoco con Thompson. Messi alle strette all'interno di un magazzino, Thompson e Williams si affrontano in una scazzottata corpo a corpo, che termina con Thompson che batte Williams, ma torna indietro per finirlo. Mentre Thompson, Pappy e Corey si allontanano, Williams si riarma di mitragliatrice, ma dopo aver premuto il grilletto, scopre che pochi minuti prima, Thompson ha cambiato il codice di sicurezza dell'arma che si autodistrugge quando viene inserito il codice sbagliato. L'arma esplode insieme a Williams.

## Produzione
Il film è stato girato a Mobile, in Alabama, ed è l'ultima apparizione cinematografica di Joe Spinell, morto poco dopo la fine delle riprese.